# Polizei-Bataillon 319
Das Polizei-Bataillon 319 war eine militärische Einheit der Ordnungspolizei.

## Hintergrund
Die deutsche Ordnungspolizei war ein zentrales Instrument des Sicherheitsapparats des nationalsozialistischen Deutschlands. In der Vorkriegszeit arbeiteten der Reichsführer SS Heinrich Himmler und der Chef der Ordnungspolizei Kurt Daluege zusammen, um Polizeieinheiten der Weimarer Republik in militarisierte Formationen umzuwandeln. Diese sollten bereit sein, den Eroberungs- und Vernichtungszielen des NS-Regimes zu dienen. Für die Besetzung Polens im September 1939 wurden die Polizeitruppen zunächst in Bataillone der Ordnungspolizei formiert, wo sie zu Sicherheits- und Polizeizwecken eingesetzt wurden und auch an Hinrichtungen und Massendeportationen teilnahmen.

## Aufstellung
Das Polizei-Bataillon 319 wurde Ende 1940/Anfang 1941 aus dem in Prag eingesetzten Polizei-Ausbildungs-Bataillon „Mönchengladbach-Rheydt“ aufgestellt. Heimatstandort des neuen Bataillons wurde Köln. Der Aufstellungszeitraum begründet sich durch die offizielle Aufstellung am 16. Januar 1941 und einer Genehmigung der Aufstellung mit Datum 10. Dezember 1940.

Die Ursprungseinheit war zum Ende des Frühjahrs 1940 als Ausbildungs-Bataillon vom Befehlshaber der Ordnungspolizei Münster in Mönchengladbach gebildet worden. Im Oktober 1940 war der Verband nach Prag verlegt worden. Eine gelegentliche Darstellung, dass die Masse der Angehörigen des Bataillons aus Volksdeutschen bestand, welche im Sudetenland rekrutiert wurden, entspricht vermutlich nicht den Tatsachen. Es ist jedoch dokumentiert, dass Ersatzgestellungen für den Verband durch den Kommandeur der Schutzpolizei „Köln“ zugewiesen wurden und damit aus dem Raum Köln kamen. Insofern kann die zeitweise Führung des Bataillons in Böhmen-Mähren als Polizei-Bataillon Prag (unter diesem Namen wurden im Verlauf der Zeit weitere Einheiten geführt) als einzige Verbindung zu dieser Geographie gesehen werden.

## Einsatz
Eigentlich im März 1941 beim geplanten Angriff auf die Sowjetunion für den Einsatz im Rahmen des Polizei-Regiment Mitte vorgesehen, wurde diese Zuordnung kurz vor Beginn des Angriffs geändert. Im Rahmen der Operation Barbarossa wurde das Bataillon nun dem Polizei-Regiment Nord zugeteilt, so dass eine vermutete Verwendung während der Anfangsphase der Besetzung der Sowjetunion in Frage gestellt wird.

### Operative Unterschiede
Wie bei den beiden anderen Bataillonen des Polizei-Regiment Nord unterschieden sich die ersten Einsätze deutlich von jenen der Polizeibataillone, welche in Weißrussland oder der Ukraine im Einsatz waren. Tatsächlich ist bisher nicht eindeutig geklärt, warum dieses Bataillon in vergleichsweise geringem Umfang am Genozid beteiligt war. Die Geschehnisse im Verantwortungsbereich des Höheren SS- und Polizeiführers (HSSPF) Hans-Adolf Prützmann sind bei allen Einheiten vergleichbar und waren vollkommen unterschiedlich zu der nahezu apokalyptischen Zerstörung und Ermordungen, durch die Polizei-Bataillone die von den HSSPF Friedrich Jeckeln und Erich von dem Bach-Zelewski geführt wurden.

### Sowjetunion
Das Polizei-Bataillon 319 wurde später als die Bataillone der Polizei-Regimenter Mitte und Süd mobilisiert. Dies entspricht der operativen Führung aller Sicherheitsverbände der zweiten Welle, die nach und nach in den baltischen Raum verlegt wurden. Dies hatte zur Folge, dass das Polizei-Bataillon 319 wohl Ende Juli 1941 die sowjetische Grenze passierte. Dies passt zeitlich zum Eintreffen des HSSPF Prützmann in Riga, der im Wesentlichen das Polizei-Regiment Nord zu seiner Verfügung hatte.

Im Sommer 1941 wurde dem Verband die Feldpostnummer 40493 zugeordnet.

Mit dem Sonderbefehl Nr. 39 übernahm die Dienststelle Kommandeur der Schutzpolizei "Köln" die Verantwortung für Ausbildung und Ersatzgestellung für eine größere Anzahl der in den besetzten Gebieten eingesetzten Bataillone, hierzu gehörte auch das Polizei-Bataillon 319.
Die zum Verband gehörenden Kompanien wurden beim Einsatz im Baltikum auf verschiedene Städte verteilt:

#### 1. Kompanie / Polizei-Bataillon 319
Die 1. Kompanie wurde vom Oberleutnant der Schutzpolizei Heinz Werner Kubitsch geführt. Über Vilnius und Kaunas erreichte das Bataillon Riga. Dort wurde es für etwa acht Wochen stationiert, um versprengte sowjetische Soldaten einzukesseln und gefangen zu nehmen. Hierzu ist eine Operation vom 28. August bis zum 4. September belegt. Die Kompanie kam danach bei Pärnu und Lihula in Estland zum Einsatz. Später im Herbst 1941 wurde es in Pskow am Peipus-See eingesetzt.

#### 2. Kompanie / Polizei-Bataillon 319
Die am 25. Juli in Lettland eingetroffene 2. Kompanie verblieb bis zum 13. September auf baltischem Gebiet. Danach verlegte der Verband auf russisches Territorium. Vom Herbst 1941 an, war die Kompanie an der Partisanenbekämpfung am Ilmensee eingesetzt und dabei wohl der 281. Sicherungs-Division zugeteilt. Dieser Einsatz dauerte bis zum 9. Januar 1942.

#### 3. Kompanie / Polizei-Bataillon 319
Die 3. Kompanie war zwischen Ende Juli 1941 und Januar 1942 zu nicht genau bekannten aber aufeinander folgenden Zeiträumen in den baltischen Staaten und in der nördlichen Sowjetunion, in der Unterstellung bei allen drei dort befindlichen Sicherungs-Divisionen der Wehrmacht, der 207., der 281. und der 285. Sicherungs-Division im Einsatz. Gemeinsam mit diesen Verbänden, übernahm der Verband Sicherungsaufgaben im Raum Luga und vom 1. August bis zum 10. September hinter der Front bei Leningrad. In dieser Zeit, präzisiert vom 23. August bis zum 11. September, war der Verband der Kampfgruppe „Fechner“ unterstellt, mit welcher der Verband eine „Befriedung“ in den Orten Zapol'ye, Izwara, Sosnitsy und Pepolka nördlich des Fluss Luga durchführte. Diese Kampfgruppen, wohl zumeist um einen Kern des Polizei-Bataillon 53 gebildet, operierten im Rückwärtigen Heeresgebiet der deutschen 4. Panzerarmee, die mit der Belagerung von Leningrad beauftragt war. Die befestigten Straßen zwischen Pskow, Luga und Leningrad waren die lebenswichtigen Nachschubrouten der dortigen deutschen Armee in einer Landschaft aus Mooren und Sümpfen.

### Pskow
Ab dem 26. September hatte das Bataillons-Hauptquartier eine Unterkunft in Pskow bezogen. Der Verband war in eine vorherige sowjetische Militärschule eingezogen. Ende Oktober 1941 begannen gemeinsame Aktionen mit dem Polizei-Bataillon 53 zur Sicherung der Nachschubverbindungen südlich von Pskow, in den Sumpfgebieten von Ostrow, Opochka und Pustoshka. Dieses Gebiet war ab September 1941 zu einem Rückzugsgebiet für sowjetische Partisanen geworden und war eine ständige Bedrohung der deutschen Logistik für Leningrad. Die Partisanen in diesem Gebiet wurden mit Fallschirmabwürfen von der sowjetischen Armee versorgt.

### Polizei-Regiment Nord
Von September bis November 1941 war das gesamte Polizei-Regiment Nord im Bereich der 281. Sicherungs-Division eingesetzt. Der Stab/Polizei-Regiment Nord in Opochka, das Polizei-Bataillon 53 in und bei Loknya, das Polizei-Bataillon 319 in Opochka-Pustoshka und as Polizei-Bataillon 321 in Pskow. Ende 1941, um den 22. November, wurden die Kräfte des Regiments weiter nach Osten verlegt in den Raum zwischen Dno und Dedovichi. Zumindest ein Teil des Bataillons wurde sehr nah an die Frontlinie heranverlegt, auch wenn dies immer noch der Einsatzraum der 281. Sicherungs-Division war. Es war ein großes Gebiet, dass zwischen der östlichen lettischen Grenze und das Hinterland der deutschen 16. Armee zwischen dem Ilmensee und dem Seligersee umfasste. Und auch dieser Bereich wurde im Januar 1942 von der großen sowjetischen Winteroffensive getroffen.

Am 12. Januar wurde das Polizei-Regiment Nord als taktische Gruppe „Keuper“ gegliedert und dem deutschen X. Armeekorps unterstellt. Von diesem wurde der Verband der neu eintreffenden 81. Infanterie-Division zugeteilt. Die 2. Kompanie wurde bei Rashucha eingesetzt, dann folgte ihr die 1. Kompanie in den Einsatzraum. Währenddessen war die 3. Kompanie von der 81. ID südlich des Ilmensee bei Staraja Russa eingesetzt wurde. Nachdem in diesem Raum die Frontlinie um den 11. April stabilisiert war, wurde das Polizei-Bataillon 319 der 18. Infanterie-Division (mot.) unterstellt. In dieser Unterstellung nahm der Verband an den weiteren Operationen des X. Armee-Korps teil. Diese zielten auf den Entsatz der deutschen Kräfte im Kessel von Demjansk und dauerten bis zum 21. April 1942.

Ende des Frühjahrs 1942 nachdem man die Kräfte des Kessels, also das deutsche II. Armeekorps befreit hatte, galt die Frontlinie südlich des Ilmensee als verhältnismäßig stabil. Das Polizei-Bataillon 319, das als Kampfverband eingesetzt, schwere personelle Verluste erlitten hatte, wie das ganze Polizei-Regiment Nord wurde am 7. Februar aus der Front genommen und in den rückwärtigen Raum des X. Armeekorps verlegt.

Später am 28. Juli 1942 wurde das Polizei-Bataillon 319 in das Rückwärtige Armeegebiet verlegt. Von dort aus erfolgte die Verlegung nach Stettin und als I.Bataillon / Polizei-Regiment 27 neu formiert. Während dieser Umgliederung wurde Personal an die neu aufgestellte Polizei-Reserve-Kompanie „Köln“ in Radom abgegeben. Beide Verbände hatten den gleichen Heimatstandort und damit die gleiche Personalbasis.

### I./Polizei-Regiment 27
Als I./Pol.Reg. 27 wurde es nach Norwegen verlegt. Noch im Juli 1942 wurde es nach Oslo befohlen und im März 1943 nach Bergen.